# Nuevo Tepeyac, Chilón
Nuevo Tepeyac är en ort i Mexiko.   Den ligger i kommunen Chilón och delstaten Chiapas, i den sydöstra delen av landet, 800 km öster om huvudstaden Mexico City. Nuevo Tepeyac ligger 1 480 meter över havet och antalet invånare är 102.
Terrängen runt Nuevo Tepeyac är kuperad åt sydost, men åt nordväst är den bergig. Nuevo Tepeyac ligger uppe på en höjd. Runt Nuevo Tepeyac är det ganska tätbefolkat, med 54 invånare per kvadratkilometer. Närmaste större samhälle är Yajalón, 12,4 km väster om Nuevo Tepeyac. I omgivningarna runt Nuevo Tepeyac växer i huvudsak städsegrön lövskog.